# Amphorophora amurensis
Amphorophora amurensis är en insektsart. Amphorophora amurensis ingår i släktet Amphorophora och familjen långrörsbladlöss. Inga underarter finns listade i Catalogue of Life.